# Yūki Ishikawa
Yūki Ishikawa (em japonês:  石川祐希, Ishikawa Yūki, Okazaki, 11 de dezembro de 1995) é um jogador de voleibol japonês que atua na posição de ponteiro.

## Carreira

### Clube
Ishikawa começou a jogar voleibol quando visitou o clube de voleibol ao qual sua irmã mais velha, Naomi, pertencia. Na temporada 2014–15, Ishikawa jogou pelo italiano Parmareggio Modena cerca de 3 meses após o final do All Japan Intercollegiate Volleyball Championship. De acordo com um oficial da Associação Japonesa, ele foi o primeiro aluno a jogar uma liga estrangeira através da universidade (sendo o primeiro aluno do primeiro ano da universidade a jogar no campeonato italiano). Na temporada 2015–16, Ishikawa voltou ao Japão para continuar jogando pelo clube da Universidade de Chuo. Em dezembro de 2016, transferiu-se novamente para a Itália, jogando pelo Taiwan Excellence Latina até 2018. Durante este tempo, ele era um estudante de intercâmbio enquanto ainda jogava pela sua universidade.
Após se graduar na universidade, o ponteiro competiu a temporada 2018–19 pelo Emma Villas Siena. Na temporada seguinte foi contratado pelo Kioene Padova permanecendo por apenas uma temporada. Em 2020, o ponteiro japonês foi representar as cores do Allianz Millano. Com o novo clube, o ponteiro conquistou o título da Copa Challenge de 2020–21.

### Seleção
Ishikawa conquistou a medalha de bronze no Campeonato Asiático Sub-19 de 2012. Em 2014, foi vice-campeão na XVII edição dos Jogos Asiáticos. Estreou na seleção adulta japonesa na Copa do Mundo de 2015, terminando na sexta colocação e sendo eleito um dos melhores ponteiros do campeonato. Em 2017, conquistou o título do Campeonato Asiático e foi eleito o melhor jogador do torneio.
O ponteiro foi convocado para atuar na Liga das Nações de 2021, onde terminou na décima primeira posição. No mesmo ano disputou a primeira Olimpíada de sua carreira. Com a equipe japonesa, o ponteiro terminou na sétima colocação nos Jogos Olímpicos de Tóquio ao perder nas quartas de final para a seleção brasileira por 3 sets a 0. Em setembro do mesmo ano, foi vice-campeão do Campeonato Asiático ao perder a final para a seleção iraniana por 3 sets a 0.

## Títulos
Modena Volley
- Copa Itália: 2014–15

Allianz Milano
- Copa Challenge: 2020–21

Sir Safety Perugia
- Supercopa Italiana: 2024

## Clubes
| Anos      | Clube                    |
| --------- | ------------------------ |
| 2014–2015 | Parmareggio Modena       |
| 2016–2018 | Taiwan Excellence Latina |
| 2018–2019 | Emma Villas Siena        |
| 2019–2020 | Kioene Padova            |
| 2020–2024 | Allianz Milano           |
| 2024–     | Sir Susa Vim Perugia     |

## Prêmios individuais
- 2015: Copa do Mundo – Melhor ponteiro
- 2017: Campeonato Asiático – MVP e melhor ponteiro
- 2019: Campeonato Asiático – Melhor ponteiro
- 2019: Copa do Mundo – Melhor ponteiro
- 2021: Campeonato Asiático – Melhor ponteiro
- 2023: Campeonato Asiático – MVP
- 2024: Liga das Nações – Melhor ponteiro
- 2024: Supercopa Italiana – MVP